# Tully (Australia)
Tully – miasto w Australii, w stanie Queensland.